# 普倫蒂角
普倫蒂角（英語：Cape Plenty），是南極洲的海岬，位於維多利亞地的吉布斯島東南部，在1980年由英國南極名稱諮詢委員會命名，現時由南極條約體系管理。